# Prix Louis-Castex
Le prix Louis-Castex est un prix de l'Académie française annuel créé en 1969 et « destiné à l’auteur d’une œuvre littéraire qui permettra de mettre en lumière, outre la grande aventure de l’aviation, soit des souvenirs de voyages ou d’explorations d’une importance certaine et d’où serait absolument exclue toute affabulation romanesque, soit des découvertes dues à l’archéologie et à l’ethnologie ».
Louis Castex (1896-1968), à l'origine de la Fondation qui porte son nom, était colonel de l'armée de l'air et écrivain spécialisé dans l'aéronautique.

## Liste des lauréats

### Années 1970
- 1971 : Michel Peissel pour Mustang, royaume tibétain interdit[3]
- 1972 : Jean-Yves Domalain pour Panjamon, une expérience de la vie sauvage
- 1973 : Germain Chambost pour De Mermoz à l’ordinateur
- 1974 : Victor Debuchy pour Les ballons du siège de Paris
- 1975 : Jacques Chegaray pour Italie insolite
- 1976 : Jean Gisclon pour Escadrille Lafayette
- 1977 : Alain Colas pour Cap Horn pour un homme seul
- 1978 : 
  - Jean-Michel Barrault pour Passion de la voile et du large
  - André Turcat pour Concorde
- 1979 : Daniel Costelle pour Histoire de l’aviation

### Années 1980
- 1980 : Bernard Pierre pour Ils ont conquis l’Himalaya
- 1981 : Bernard Germain pour Annapurna. Premier 8 000 à ski
- 1982 : Marie-Christine Merametdjian pour Revivre sur la mer. Gunborg ou le monde meilleur
- 1983 : Gabriel Camps pour La Préhistoire. A la recherche du paradis perdu
- 1985 : 
  - Yves Ballu pour Les Alpinistes
  - Jean-Pierre Gaubert pour Cavaillès compagnon de Mermoz
- 1986 : Claire Illouz pour Les sept trésors du lettré
- 1987 : Bernard Juillerat pour Les enfants du sang. Société, reproduction et imaginaire en Nouvelle-Guinée
- 1988 : Denis Guedj pour La Méridienne
- 1989 : Frédéric Musso pour Un Pékin en Chine

### Années 1990
- 1990 : Laure Delvolvé pour Kilimandjaro, Paradis perdu
- 1991 : Nathan Wachtel pour Le Retour des Ancêtres
- 1992 : Alain Sèbe pour Tikatoutine, 6000 ans d’art rupestre saharien
- 1993 : Éric de Rosny pour L’Afrique des guérisons
- 1994 : François-Bernard Huyghe pour Les Empires du mirage, Hommes, dieux et mythes sur la route de la soie
- 1995 : Thérèse Pujolle pour L’Afrique noire
- 1996 : Michèle de La Pradelle pour Les Vendredis de Carpentras
- 1997 : Emmanuel Chadeau pour Le Rêve et la Puissance. L’avion et son siècle
- 1998 : 
  - Robert Le Roy pour Méhariste au Niger
  - Edmond Petit pour Nouvelle Histoire mondiale de l’aviation
- 1999 : Jean-Marie Mathieu pour L’or peul. Les bergers du soleil

### Années 2000
- 2000 : 
  - Christian Dedet pour Au royaume d’Abomey
  - Paule Fougère pour Grands Pharmaciens, leurs découvertes, leurs écrits
  - Étienne Taillemite pour Marins français à la découverte du monde
- 2001 : Alfred Adler pour Le pouvoir et l’interdit. Royauté et religion en Afrique noire
- 2002 : Joëlle Rostkowski pour Le renouveau indien aux États-Unis. Un siècle de reconquêtes
- 2003 : Claude-François Baudez pour Une histoire de la religion des Mayas
- 2006 : Grégory Quenet pour Les Tremblements de terre aux XVIIe et XVIIIe siècles
- 2007 : Jean Cuisenier pour Penser le rituel
- 2008 : Maurice Godelier pour Au fondement des sociétés humaines. Ce que nous apprend l’anthropologie
- 2009 : 
  - Philippe Charlier pour Les Monstres humains dans l’Antiquité. Analyse paléopathologique
  - François Feer pour Bestiaire amazonien

### Années 2010
- 2010 : Marie Thébaud-Sorger pour L’Aérostation au temps des Lumières
- 2011 : 
  - Vincent Debaene pour L’Adieu au voyage. L’ethnologie française entre science et littérature
  - Alix de Saint-André pour En avant, route !
- 2012 : Antonin Potoski pour Cités en abîme
- 2013 : Jean-Christophe Galipaud et Valérie Jauneau pour Au-delà d’un naufrage. Les survivants de l’expédition Lapérouse
- 2014 : Laurent Albaret pour Correspondances (1918-1928) de Pierre-Georges Latécoère
- 2015 : Alain Hervé pour Promesse d’îles
- 2016 : Bernard Dupaigne pour Désastres afghans. Carnets de route (1963-2014)
- 2017 : 
  - Sylvain Champonnois (1981-....) et Stéphane Demilly pour Henry Potez. Une aventure industrielle
  - Nastassja Martin pour Les âmes sauvages. Face à l’Occident, la résistance d’un peuple d’Alaska
- 2018 : Jean-Marc Binot pour Georges Guynemer
- 2019 : Jean-Arnault Dérens et Laurent Geslin pour Là où se mêlent les eaux. Des Balkans au Caucase, dans l’Europe des confins

### Années 2020
- 2020 : Laurent Olivier pour César contre Vercingétorix
- 2021 : Armelle Faure (1957-....) pour Révolution et sorcellerie. Une ethnologue au Burkina Faso
- 2022 : Paul Salmona pour Archéologie du judaïsme en France
- 2023 : Marc Sagnol pour Voyage en Europe extrême. L’Ukraine
- 2024 : Gérard Guerrier pour Rêves d’Icare. Pionniers et aventuriers du vol non motorisé